# Армавия
„Армавия“ (на арменски: Արմավիա) е арменска авиокомпания, извършваща редовни полети до повече от 48 града в Близкия изток, Европа, Азия и Северна Африка. Основните полети и международните чартърни полети са от летище Звартноц.
Основана е на 12 декември 1996 г. През 2003 г. авиокомпания „Армавия“ поема част от полетите на фалирали арменски авиокомпании.
През 2013 г. е обявена в несъстоятелност и прекратява дейността си.